# Matt Groening
Matthew Abram "Matt" Groening [mæt grˈeɪnɪŋ], född 15 februari 1954 i Portland i Oregon, är en amerikansk animatör och manusförfattare med bakgrund från Norge och Tyskland, mest känd som skapare av de tecknade tv-serierna The Simpsons och Futurama. Groenings far arbetade med att producera filmer, ofta med surftema. Matt Groening studerade filosofi på ett "hippie-college" [källa behövs] och flyttade senare till Los Angeles där han försörjde sig genom olika deprimerande arbeten samtidigt som han författade och ritade serier, t.ex. dagspresserien Life in Hell som först publicerades 1978.
Groening ser sig själv som agnostiker och liberal och har varit med i kampanjer för de amerikanska demokraterna.

## Karriär
Genombrottet kom med den tecknade satirserien The Simpsons 1989. Tack vare en bild som producenten James L. Brooks såg, fick Groening möjlighet att visa korta delar av Simpsons i serien the Tracy Ullman Show. I Simpsons, som utspelar sig i den fiktiva staden Springfield, har karaktärer och platser fått namn från omgivningarna i Groenings hemstad Portland och Groenings eget liv. Som exempel heter Matt Groenings far Homer och Matts ena syster Lisa, vilket också är namn på några av huvudkaraktärerna i The Simpsons. Detta resulterar i att Bart i serien är Matt själv. Den tecknade serien Futurama startade 1999. Den utspelar sig 1 000 år in i framtiden. Futurama skiljer sig från den familjebaserade serien Simpsons, och utspelar sig ofta inom arbetsrelationer. Humorn är ofta lika i de båda serierna, med de tragikomiska karaktärer och situationer som ofta relaterar till vår nutid.
Groening är också med i rockgruppen The Rock Bottom Remainders där de övriga medlemmarna är bland andra författaren Stephen King och humoristen Dave Barry. Groening har sagt att han har en idé om att ta död på rockmyten genom en kommande serie. I Groenings ungdom var Frank Zappa en av hans favoriter inom musiken.
Groening har utvecklat en ny serie för Netflix betitlad Disenchantment, som hade premiär 2018.

## Utmärkelser
- Inkpot Award,  1988[11]
- Primetime Emmy Award för bästa animerade program, för Simpsons,  1991[12]
- Reuben Award,  2002[13][5]
- Winsor McCay Award,  2012[14]
- Umweltmedienpreis, med  Matt Groening,  2015[15]
- Will Eisner Hall of Fame,  2016[16]
- Stjärna på Hollywood Walk of Fame
- Primetime Emmy Award

[Redigera Wikidata]